# Anna G. Jónasdóttir
Anna Guðrún Jónasdóttir (født 2. december 1942) er en islandsk politolog og kønsforsker. Hun arbejder hovedsageligt med politisk teori og samfundsteori, og er kendt for sin forskning i kærlighed og sin teori om "Love Power." Hun er professor emerita i kønsstudier ved Örebro Universitet og en af fire direktører i Centre of Gender Excellence, som er et samarbejde mellem flere universiteter.
Hun har doktorgrad i statskundskab fra Göteborg Universitet (1991) og studerede politologi, sociologi, økonomisk historie og psykologi.

## Bøger
- The Political Interests of Gender: Developing Theory and Research with a Feminist Face (with Kathleen B. Jones), Sage, 1988
- Love Power and Political Interests: Towards a Theory of Patriarchy in Contemporary Western Societies, University of Örebro, 1991
- Why Women Are Oppressed, Temple University Press, 1994 (published in Spanish under the title El poder del amor. Le importa el sexo a la democracia?, Madrid: Ediciones Catedra, 1993)
- Is There A Nordic Feminism? (with Drude von der Fehr and Bente Rosenbeck, eds.), Routledge, 1998
- The Political Interests of Gender Revisited: Redoing Theory and Research with a Feminist Face (Webside ikke længere tilgængelig) (with Kathleen B. Jones, eds.), Tokyo/New York/Paris: United Nations University Press, 2008, ISBN 978-92-808-1160-5
- Sexuality, Gender and Power: Intersectional and Transnational Perspectives (with Valerie Bryson and Kathleen B. Jones, eds.), Routledge, 2011, ISBN 0-415-88087-4
- Love: A Question for Feminism in the Twenty-First Century (with Ann Ferguson, eds.), Routledge Advances in Feminist Studies and Intersectionality, 2013, ISBN 0-415-70429-4